# Phoradendron
Phoradendron är ett släkte av sandelträdsväxter. Phoradendron ingår i familjen sandelträdsväxter.

## Dottertaxa tillPhoradendron, i alfabetisk ordning[1]
- Phoradendron acinacifolium
- Phoradendron acuminatum
- Phoradendron acutifolium
- Phoradendron aequatoris
- Phoradendron affine
- Phoradendron agostinorum
- Phoradendron aguilarii
- Phoradendron alatum
- Phoradendron albert-smithii
- Phoradendron anamariae
- Phoradendron anceps
- Phoradendron andersonii
- Phoradendron angustifolium
- Phoradendron annulatum
- Phoradendron antioquianum
- Phoradendron apertiflorum
- Phoradendron aphyllum
- Phoradendron apiciflorum
- Phoradendron applanatum
- Phoradendron apurense
- Phoradendron argentinum
- Phoradendron aulestianum
- Phoradendron aurantiacum
- Phoradendron bahiense
- Phoradendron balslevii
- Phoradendron bathyoryctum
- Phoradendron berryi
- Phoradendron berteroanum
- Phoradendron betancurii
- Phoradendron bicarinatum
- Phoradendron bilineatum
- Phoradendron boacoi
- Phoradendron bolleanum
- Phoradendron botryoides
- Phoradendron brachystachyum
- Phoradendron breedlovei
- Phoradendron brevifolium
- Phoradendron briquetianum
- Phoradendron brittonianum
- Phoradendron buchtienii
- Phoradendron burgeri
- Phoradendron buritacanum
- Phoradendron caesalpiniae
- Phoradendron californicum
- Phoradendron campbellii
- Phoradendron camposii
- Phoradendron canzacotoi
- Phoradendron capitellatum
- Phoradendron caripense
- Phoradendron carneum
- Phoradendron carnosum
- Phoradendron cerinocarpum
- Phoradendron chrysocladon
- Phoradendron colombianum
- Phoradendron concinnum
- Phoradendron congestum
- Phoradendron coriaceum
- Phoradendron coryae
- Phoradendron craspedophyllum
- Phoradendron crassicarpum
- Phoradendron crassifolium
- Phoradendron cuneifolium
- Phoradendron cymosum
- Phoradendron decipiens
- Phoradendron decrescens
- Phoradendron densum
- Phoradendron dimerostachys
- Phoradendron diminutivum
- Phoradendron dipterum
- Phoradendron dolichocarpum
- Phoradendron duidanum
- Phoradendron dwyeri
- Phoradendron eggersii
- Phoradendron englerianum
- Phoradendron ensifolium
- Phoradendron ernstianum
- Phoradendron exiguum
- Phoradendron falcatum
- Phoradendron falciferum
- Phoradendron falcifrons
- Phoradendron falconense
- Phoradendron fallax
- Phoradendron fasciculatum
- Phoradendron filispicum
- Phoradendron fonsecanum
- Phoradendron forestierae
- Phoradendron fosteri
- Phoradendron fragile
- Phoradendron galeanum
- Phoradendron galeottii
- Phoradendron gracilicarpum
- Phoradendron grahamii
- Phoradendron granvillei
- Phoradendron grisebachianum
- Phoradendron gundlachii
- Phoradendron habrostachyum
- Phoradendron haitense
- Phoradendron harleyi
- Phoradendron hartii
- Phoradendron haughtii
- Phoradendron hawksworthii
- Phoradendron henrici
- Phoradendron herbert-smithii
- Phoradendron heredianum
- Phoradendron heterostachyum
- Phoradendron hexastichum
- Phoradendron heydeanum
- Phoradendron holoxanthum
- Phoradendron iltisiorum
- Phoradendron inaequidentatum
- Phoradendron interruptum
- Phoradendron irwinianum
- Phoradendron jaliscense
- Phoradendron juniperinum
- Phoradendron juruanum
- Phoradendron kelloggiae
- Phoradendron killipii
- Phoradendron kingii
- Phoradendron krameri
- Phoradendron krukovii
- Phoradendron kuntzei
- Phoradendron lanatum
- Phoradendron lanceolatum
- Phoradendron larense
- Phoradendron laxiflorum
- Phoradendron lentii
- Phoradendron leucarpum
- Phoradendron libocedri
- Phoradendron liga
- Phoradendron lindemanii
- Phoradendron linearifolium
- Phoradendron lingulatum
- Phoradendron longiarticulatum
- Phoradendron longifolium
- Phoradendron longipetiolatum
- Phoradendron longissimum
- Phoradendron loretoi
- Phoradendron lorifolium
- Phoradendron luisense
- Phoradendron lundellii
- Phoradendron macrarthrum
- Phoradendron macrocarpum
- Phoradendron madisonii
- Phoradendron mairaryense
- Phoradendron mathewsii
- Phoradendron mathiasenii
- Phoradendron megaphyllum
- Phoradendron membranifolium
- Phoradendron merae
- Phoradendron metense
- Phoradendron microcephalum
- Phoradendron microphyllum
- Phoradendron microps
- Phoradendron microstachyum
- Phoradendron minutifolium
- Phoradendron mirandense
- Phoradendron molinae
- Phoradendron morsicatum
- Phoradendron mucronatum
- Phoradendron napoense
- Phoradendron naviculare
- Phoradendron nervosum
- Phoradendron neurophyllum
- Phoradendron nickrentianum
- Phoradendron nigricans
- Phoradendron nitens
- Phoradendron nitidum
- Phoradendron northropiae
- Phoradendron nudum
- Phoradendron obtusissimum
- Phoradendron olae
- Phoradendron oliveirae
- Phoradendron ovalifolium
- Phoradendron pachyneuron
- Phoradendron pachyphyllum
- Phoradendron pachystachyum
- Phoradendron palaephyllum
- Phoradendron palandense
- Phoradendron palmeri
- Phoradendron paradoxum
- Phoradendron paraguari
- Phoradendron parietarioides
- Phoradendron pascoi
- Phoradendron pauciflorum
- Phoradendron pedicellatum
- Phoradendron pellucidulum
- Phoradendron pergranulatum
- Phoradendron perredactum
- Phoradendron perrottetii
- Phoradendron peruvianum
- Phoradendron piperoides
- Phoradendron planiphyllum
- Phoradendron platycaulon
- Phoradendron poeppigii
- Phoradendron polygynum
- Phoradendron pomasquianum
- Phoradendron proctorii
- Phoradendron prolongatum
- Phoradendron ptarianum
- Phoradendron pteroneuron
- Phoradendron pulleanum
- Phoradendron purpusii
- Phoradendron quadrangulare
- Phoradendron racemosum
- Phoradendron ramiae
- Phoradendron ramosissimum
- Phoradendron ravenii
- Phoradendron reductum
- Phoradendron reichenbachianum
- Phoradendron restrepoae
- Phoradendron retrophyllum
- Phoradendron rhipsalinum
- Phoradendron rigidifolium
- Phoradendron rigidum
- Phoradendron robaloense
- Phoradendron robinsonii
- Phoradendron robustissimum
- Phoradendron roldanii
- Phoradendron rotundifolium
- Phoradendron rubrum
- Phoradendron rugosum
- Phoradendron rusbyi
- Phoradendron scariosum
- Phoradendron seibertii
- Phoradendron singulare
- Phoradendron solandrae
- Phoradendron spathulatum
- Phoradendron squamiferum
- Phoradendron staphylinum
- Phoradendron steinbachii
- Phoradendron storkii
- Phoradendron strongyloclados
- Phoradendron sulfuratum
- Phoradendron tachiranum
- Phoradendron tardispicum
- Phoradendron tenuicaule
- Phoradendron tenuifolium
- Phoradendron teretifolium
- Phoradendron tetracarpum
- Phoradendron tikalense
- Phoradendron tillettii
- Phoradendron tonduzii
- Phoradendron treleaseanum
- Phoradendron triflorum
- Phoradendron trinervium
- Phoradendron truncatum
- Phoradendron tucumanense
- Phoradendron tunaeforme
- Phoradendron undulatum
- Phoradendron uniseriale
- Phoradendron validum
- Phoradendron vargasii
- Phoradendron vasquezianum
- Phoradendron wattii
- Phoradendron websteri
- Phoradendron velutinum
- Phoradendron venezuelense
- Phoradendron wiensii
- Phoradendron virens
- Phoradendron woodsonii
- Phoradendron wurdackii
- Phoradendron zelayanum